# Sibirski brijač (1998.)
Sibirski brijač (rus. Сиби́рский цирю́льник, fr. Le barbier de Sibérie, češ. Lazebník sibiřský, tal. Il barbiere di Siberia) - ruski umjetnički film redatelja Nikite Mihalkova iz 1998.g.
Godine 2000. tvorci filma bili su nagrađeni Državnom nagradom Ruske Federacije na području književnosti i umjetnosti.

## Radnja
Film ima dvije sadržajne linije. Prva je Rusija, 1885. g., u vrijeme vladavine cara Aleksandra III. U Rusiju dolazi izumitelj jedinstvenog stroja, "Sibirskog brijača", Douglas McCracken (Harris). Podrška mu je američka pustolovka Jane Callahan (Ormond) koja pomaže projektu svojim vezama s ruskim činovnicima, posebno s generalom Radlovim. No, slučajno je prvi Rus kojeg upoznaje junker carske vojne akademije Andrej Tolstoj (Menjšikov).
Andrej i Jane se zaljubljuju jedno u drugo, no na putu im stoji general Radlov koji je odlučio zaprositi Jane. Ljubomora odvodi Andreja na robiju u Sibir, odvojivši ga od Jane.
Druga tematska linija odvija se u američkom ljetnom vojnom kampu 1905. g. Pitomca, koji je objesio nad svojim krevetom portret Mozarta, napada neobrazovani narednik O'Leary, čiji je nadimak "Mad Dog". Kurzist odbija nanijeti uvredu velikom skladatelju, što ga dovodi do konflikta s narednikom. Ispostavlja se da je mladić sin Andreja Tolstoja i Jane.
Slogan filma je: "On je Rus. To puno objašnjava."

## Nagrade
- Državna nagrada Ruske Federacije za 1999. g. na području književnosti i umjetnosti tvorcima filma: Nikiti Mihalkovu (redatelju), Rustamu Ibragimbekovu (scenaristu), Pavelu Lebeševu (snimatelju), Vladimiru Aroninu (scenografu), Natalji Ivanovoj (kostimografkinji), Eduardu Artemjevu (skladatelju), Leonidu Vereščaginu (producentu), glumcima Vladimiru Iljinu, Olegu Menjšikovu i Alekseju Petrenku
- Nagrada "Zlatni ovan" Udruženja filmologa i filmskih kritičara Rusije u kategoriji "Najbolja sporedna uloga" glumcu Vladimiru Iljinu (za ulogu kapetana Mokina).[2]

## Zanimljive činjenice
- Dio filma je snimljen u okolici gradova Gorbatov i Kostroma.
- Scene iz američkog vojnog logora snimljene su u Češkoj i Portugalu, u okrugu Caba de Roca.
- U američkom film Indiana Jones i kraljevstvo kristalne lubanje iz 2008. put koloni vojne tehnike KGB-a u južnoameričkim džunglama 1957.g. raščišćava fantastični sovjetski stroj za sječu drveća. To je Spielbergova parodija sibirskog mehanizma iz filma.[3]
- Na molbu Mihalkova, posebno za snimanje filma, isključili su unutarnje osvjetljenje kremaljskih zvijezda (zvijezde na vrhovima tornjeva Moskovskog Kremlja). Prije toga je osvjetljenje bilo isključeno samo jedanput - u vrijeme početka Velikog domovinskog rata 1941. – 1945.
- Prema pravilima ruskog predreformskog pravopisa (koji je vrijedio do 1918. g.) naziv bi se trebao pisati "Сибирскiй цырюльникъ".
- Prema prvobitnoj zamisli filma, koja se pojavila krajem 1980-ih, ulogu generala Radlova je trebao tumačiti glumac Jurij Bogatyrjov, no on je preminuo 1989.g.
- U filmu je prikazana epizoda proslave ruskih poklada s palačinkama, kavijarom, pecivom bubliki, votkom, skomorohima (putujućim pjevačima-lakrdijašima), šakanjem, ljuljačkama i vatrometom.

## Kritika[4]
- Naziv postaje (scena ukrcavanja junkera u vlak na početku filma), umjesto "Разъездъ 71 км", prema pravilima ruskog predreformskog pravopisa morao je biti napisan s "ять": "Разъѣздъ 71 км".
- Metrički sustav je bio uveden u Rusiji tek 1917. g., a udaljenost se mjerila u vrstama.
- Junkeri nisu obavljali tako prljave poslove kao što je laštenje podova - za to je postojala posebna služba laštioca. Također se tim poslom nije mogla baviti osoba plemićkog roda.

## Glazbeni zapis filma
Disk s glazbom za film Eduarda Artemjeva se u Rusiji prodaje kao uvozni proizvod jer ga izdaje europska podružnica kompanije "Sony" (album se nalazi u kategoriji "klasična glazba").
Glazbu je snimio Ruski državni simfonijski orkestar kinematografije (solist Ilja Ferapontov, flugelhorn) u studiju "Metropolis" u Londonu. Dirigenti: Sergej Skripka, Dmitrij Atovmjan, producent - Michel Seydoux.